# Истерби, Гай
Уолтер Гай Истерби (англ. Walter Guy Easterby, родился 21 марта 1971 года в Тадкастере) — ирландский регбист, игравший на позиции полузащитника схватки (скрам-хава), в настоящее время начальник регбийных операций ирландского клуба «Ленстер». Старший брат ирландского регбиста Саймона Истерби.

## Биография
Отец — англичанин, мать — ирландка. Регби занялся, играя за команду «Айриш Экзайлс», готовившую будущих игроков ирландской сборной. На протяжении своей карьеры отметился играми в чемпионате Англии за клубы «Ротерем» и «Лондон Скоттиш», выступлениями в Кельтской лиге за «Ленстер» и игрой за валлийский «Лланелли Скарлетс» (ещё до образования команды «Скарлетс» в Кельтской лиге). Дебютировал в сборной Ирландии 10 июня 2000 года матчем против США, занёс 2 попытки и принёс «парням в зелёном победу» 83:3. В «Ленстере» играл на позиции скрам-хава.
В составе сборной Ирландии Гай играл на кубке мира 2003 года, за сборную Ирландии провёл 28 игр (из них в 21 выходил на замену), набрал 30 очков. Последним сезоном в его карьере стал сезон 2007/2008, хотя Истерби хотел уйти ещё раньше. В августе 2008 года был назначен скаутом клуба «Ленстер», затем стал начальником регбийных операций (менеджером) всего клуба, отвечая за выступление клуба в Британско-Ирландском кубке и игру второго состава. В настоящее время отвечает также за систему академии клуба и подготовку нового поколения игроков для участия клуба в еврокубках.